# Edificio de la UPEA
El Edificio de la UPEA, conocido también como el "Edificio Emblemático de la UPEA", es una infraestructura perteneciente a la Universidad Pública de El Alto, ubicada en la ciudad del mismo nombre. Su construcción comenzó el 14 de julio de 2008 con recursos provenientes del programa gubernamental denominado "Bolivia Cambia, Evo Cumple" siendo inaugurada el 4 de febrero de 2013.

## Historia

### Diseño
Después de la fundación de la Universidad Pública de El Alto el 5 de septiembre del año 2000, surge la necesidad de contar con ambientes adecuados para el buen funcionamiento de la nueva universidad  para lo cual se empieza a elaborar el diseño del nuevo edificio que finalmente concluye el año 2004. desde ese momento se iniciaron las gestiones para garantizar el presupuesto de construcción de la obra que fue cuoncluida 9 años después, en 2013.

### ProgramaBolivia Cambia
Con la llegada al poder de Evo Morales Ayma el 22 de enero de 2006, el nuevo gobierno de tendencia socialista implementó el programa "Bolivia Cambia, Evo Cumple", el cual fue un programa gubernamental que durante sus inicios fue financiado desde 2007 hasta 2011 con dinero donado procedente de Venezuela y ya luego con recursos económicos bolivianos. La construcción del nuevo edificio emblemático de la UPEA fue financiado con dicho programa gubernamental.    
Se decidió adjudicar la construcción de la nueva infraestructura al "Comando de Ingeniería del Ejercito de Bolivia" (CIE). La obra finalmente fue inaugurada de manera provisional el 14 de julio de 2012 y de manera definitiva el 4 de febrero de 2013.